# Lipia Góra Mała
Lipia Góra Mała – wieś kociewska w Polsce położona w województwie pomorskim, w powiecie starogardzkim, w gminie Zblewo.
W latach 1975–1998 miejscowość administracyjnie należała do województwa gdańskiego.